# Ramin Guluzade
Ramin Namiq oglu Guluzade (en azerí: Ramin Namiq oğlu Quluzadə; Bakú, 1 de febrero de 1977) es exministro de Transportes, Comunicaciones y Altas Tecnologías de la República de Azerbaiyán (2017-2021) y jefe del Departamento Administrativo del Presidente (desde 2021).

## Biografía
Ramin Guluzade nació el 1 de febrero de 1977 en Bakú. Después de graduarse de la escuela secundaria, en 1993 ingresó en la Universidad Estatal Económica de Azerbaiyán. Recibió su maestría de esta universidad en 1999. 
Casado con dos hijos, Guluzade habla además de azerí también ruso e inglés.[cita requerida]

### Carrera política
- 2005-2015 – trabajó en la Fundación Heydar Aliyev
- 2014 – fue otorgado con la Medalla Taraggi
- 2015-2016 - Primer Viceministro del Ministro de Comunicaciones y Altas Tecnologías de Azerbaiyán[3]
- 2016 – se nombró Ministro de Comunicaciones y Altas Tecnologías de la República de Azerbaiyán[4]
- 2017 – Ramin Guluzade fue nombrado Ministro de Transportes, Comunicaciones y Altas Tecnologías de la República de Azerbaiyán[5]
- 2021 – se nombró el jefe del Departamento Administrativo del Presidente[2]

## Premios y títulos
- Medalla Taraggi (2014)